# Jan Karnicki (polityk)
Jan Karnicki (ur. 2 stycznia 1937 w Hniećkach, obecnie w rejonie stołpeckim) – polski działacz partyjny i państwowy, w latach 1983–1988 wicewojewoda włocławski.

## Życiorys
Syn Melchiora i Janiny. W latach 1952–1976 należał do Związku Młodzieży Polskiej, w 1960 wstąpił do Polskiej Zjednoczonej Partii Robotniczej. Od 1968 do 1969 był słuchaczem Centralnej Szkoły Partyjnej przy KC PZPR, w 1978 odbył 2-miesięczny kurs w Wyższej Szkole Partyjnej KPZR w Moskwie. Od 1965 do 1974 pozostawał starszym inspektorem w Komitecie Wojewódzkim PZPR w Bydgoszczy, następnie do 1975 zajmował stanowisko naczelnika powiatu radziejowskiego. W latach 1975–1983 kierował kolejno Wydziałem Rolnym i Gospodarki Żywnościowej oraz Wydziałem Społeczno-Rolnym w ramach KW PZPR we Włocławku, następnie od 10 marca 1983 do 31 lipca 1988 pełnił funkcję wicewojewody włocławskiego.